# Eragrostis vulcanica
Eragrostis vulcanica là một loài thực vật có hoa trong họ Hòa thảo. Loài này được Jedwabn. mô tả khoa học đầu tiên năm 1924.